# 姨捨駅
姨捨駅（おばすてえき）は、長野県千曲市大字八幡姨捨にある、東日本旅客鉄道（JR東日本）篠ノ井線の駅である。

## 概要
標高551メートルの山の中腹に位置し、全国でも数少ないスイッチバック方式を擁する駅である。冠着山に近いが、その山頂は駅舎およびホームからは山襞や樹木に隠れて望見はできない。
当駅のホームから見下ろす長野盆地（善光寺平）は、日本三大車窓の一つに数えられる。長野県下にある国指定の名勝5か所のうちの一つでもある「田毎の月」（長楽寺持田である四十八枚田に映る月）が有名。標高が高く眺望の良い手近な場所に当駅が設置されたことにより、観月と風景を楽しむ周辺の観光エリアが広がった。
日本経済新聞社の2007年アンケート「足を延ばして訪れて見たい駅」の全国第2位にランクされた（1位はJR九州門司港駅、この時東京駅は4位だった）。また、2008年（平成20年）9月6日号の『日本経済新聞』朝刊別刷り「日経プラス1」紙面において、全国に数ある月の名所の中から、当駅周辺が第1位の「お月見ポイント」に選ばれた。日経BPが発行する『日経おとなのOFF』では、「日本三大名月の里」の1つに数えられている。
2012年（平成24年）8月1日には日本夜景遺産（自然夜景遺産）に認定された。後述の「ナイトビュー姨捨」も2015年（平成27年）7月27日に日本夜景遺産（施設型夜景遺産）に認定されている。
当駅は無人駅ではあるが、こうした風景の良さから旅行者がしばしば立ち寄り、週末には周辺住民有志が来訪者にお茶を振る舞うなどしてきた。後述のように「TRAIN SUITE 四季島」が停車するようになってからは知名度が上がり、住民有志が販売を請け負う記念きっぷの販売枚数が2017年は約3,600枚と、2016年より1,100枚程度増えたという。

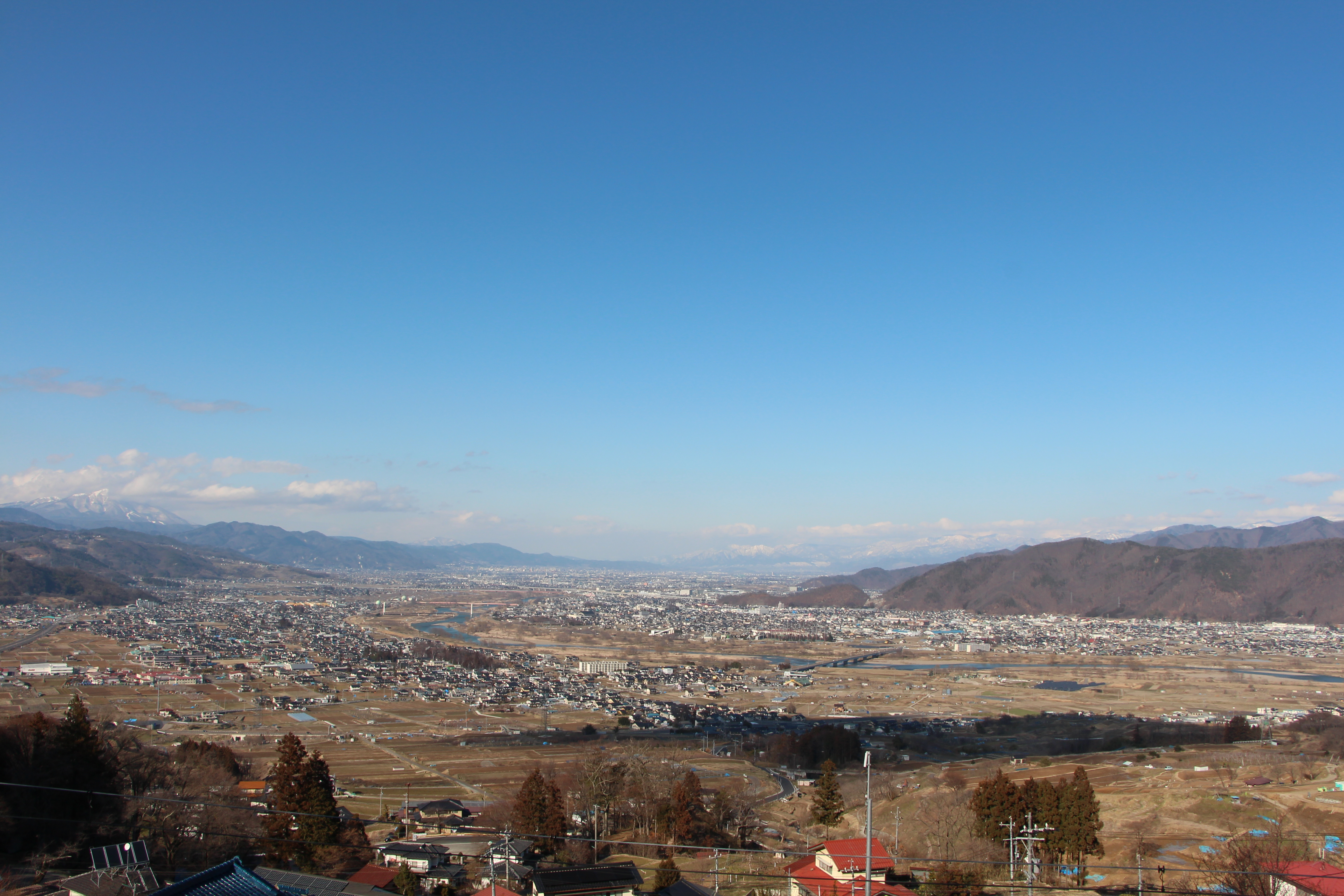
ホームより望む善光寺平
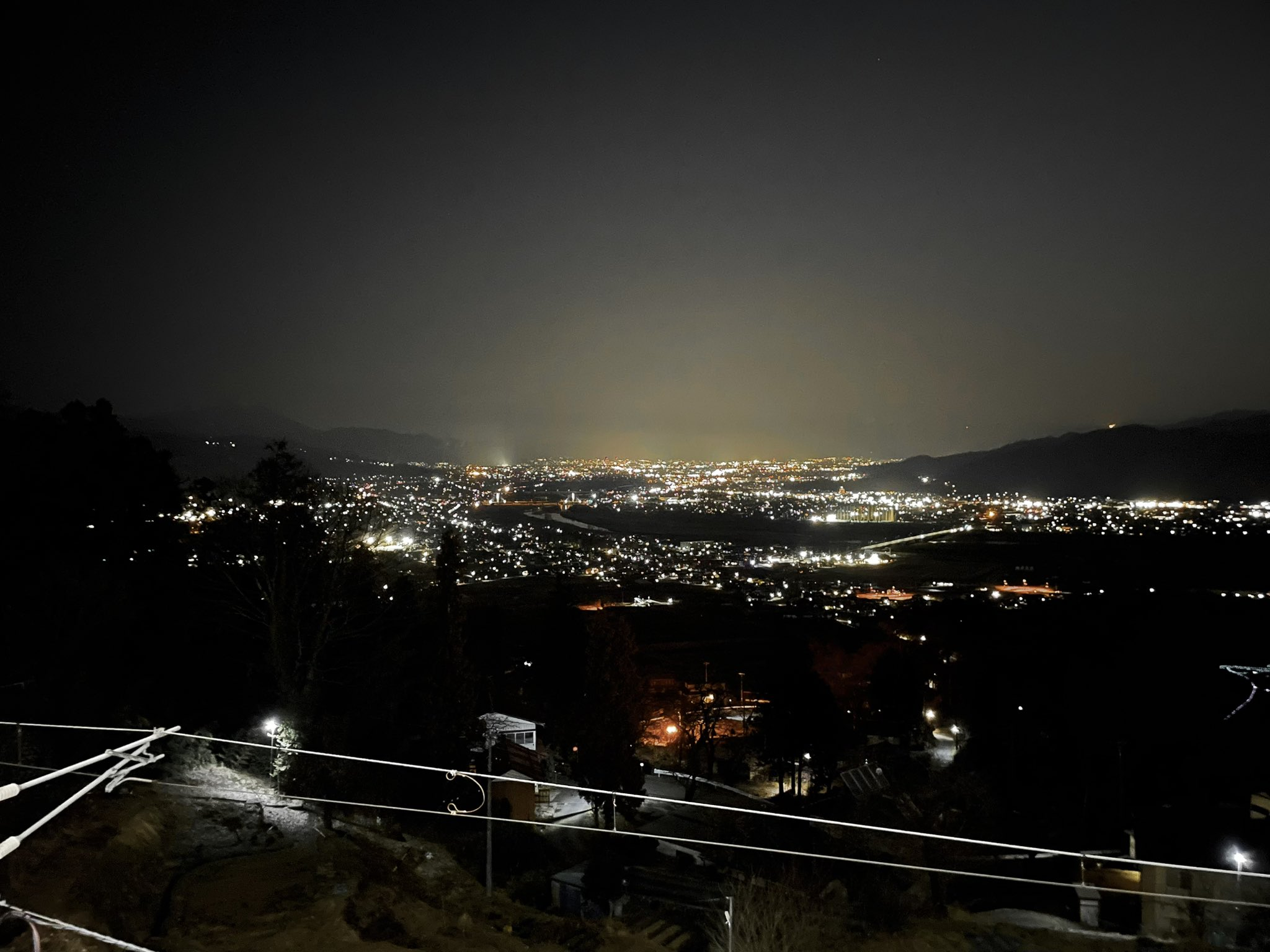
ホームより望む善光寺平の夜景
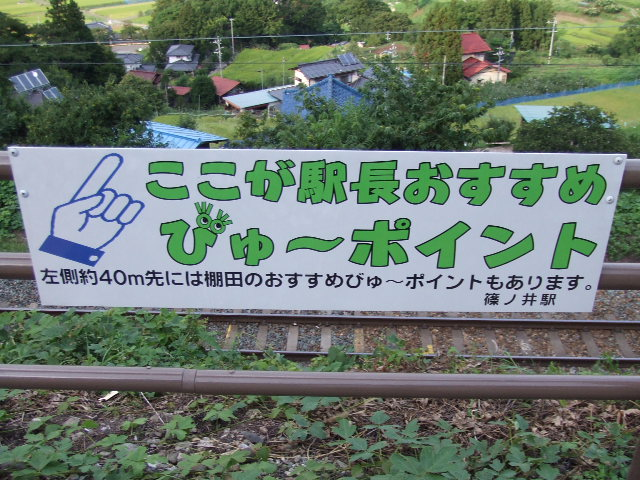
かつて設置されていたビューポイントの表示（2007年9月）

## 歴史
- 1900年（明治33年）11月1日：官設鉄道（のちに日本国有鉄道）篠ノ井線・篠ノ井 - 西条間の開通と同時に開業[1][2]。旅客・貨物の取り扱いを開始[2]。
- 1934年（昭和9年）：駅舎を改築[1]。
- 1951年（昭和26年）
  - 2月2日：地すべりによりホームが沈下し、使用不能となったため仮ホームへ移転[新聞 2]。
  - 3月30日：復旧作業が終了し、元のホームに戻る[新聞 3]。
- 1960年（昭和35年）6月1日：貨物の取り扱いを廃止[2]。
- 1972年（昭和47年）3月31日：荷物の扱いを廃止[7]。無人駅化[8]。
- 1973年（昭和48年）1月20日：簡易委託駅となる[9]。
- 1987年（昭和62年）4月1日：国鉄分割民営化により、JR東日本の駅となる[2]。
- 2010年（平成22年）
  - 7月24日：駅舎内の駅事務室のリニューアルに伴い、記念式典を開催[報道 3][新聞 4]。
  - 9月7日：2番線ホームの展望台の利用を開始[新聞 5]。
- 2011年（平成23年）7月24日：駅舎外装および跨線橋のリニューアルに伴い、記念式典を開催[報道 4]。
- 2012年（平成24年）
  - 4月20日：「リゾートビューふるさと」の車両を使用し、長野駅始発で当駅の夜景鑑賞を目的とした臨時快速列車「ナイトビュー姨捨」の運行を開始[報道 5]。
  - 8月1日：日本夜景遺産（自然夜景遺産）に認定[5]。
- 2016年（平成28年）5月10日：クルーズトレイン「TRAIN SUITE 四季島」の運行開始に合わせて、駅整備を行うことを発表。概要は上りホームの待合室のリニューアルと「TRAIN SUITE 四季島」の車両に合わせたホームの嵩上げとなっている[報道 6]。
- 2025年（令和7年）
  - 2月：駅番号にSN 13を設定[報道 7]。
  - 3月15日：ICカード「Suica」の利用が可能となる[報道 8][報道 9]。東京近郊区間に編入される[報道 8]。ワンマン列車において全てのドアから乗降が可能となる。

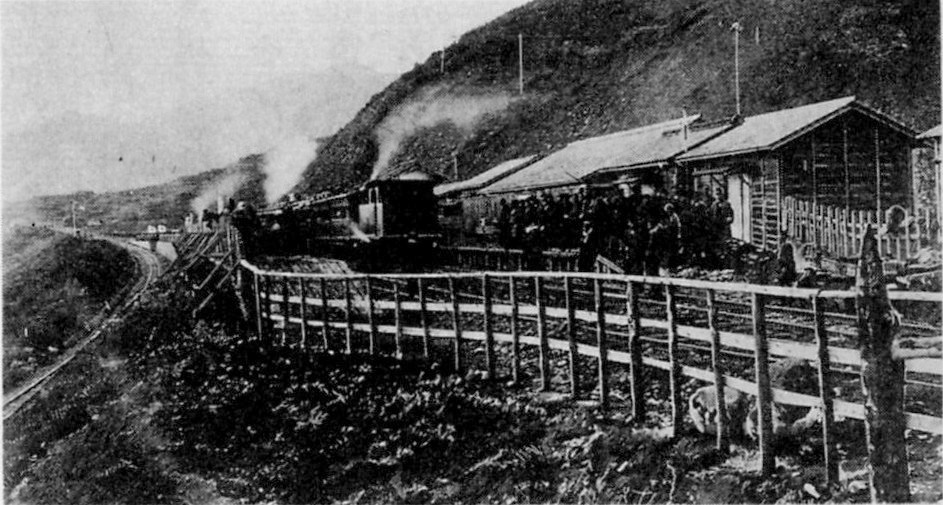
開業当初の姨捨駅（1900年11月）
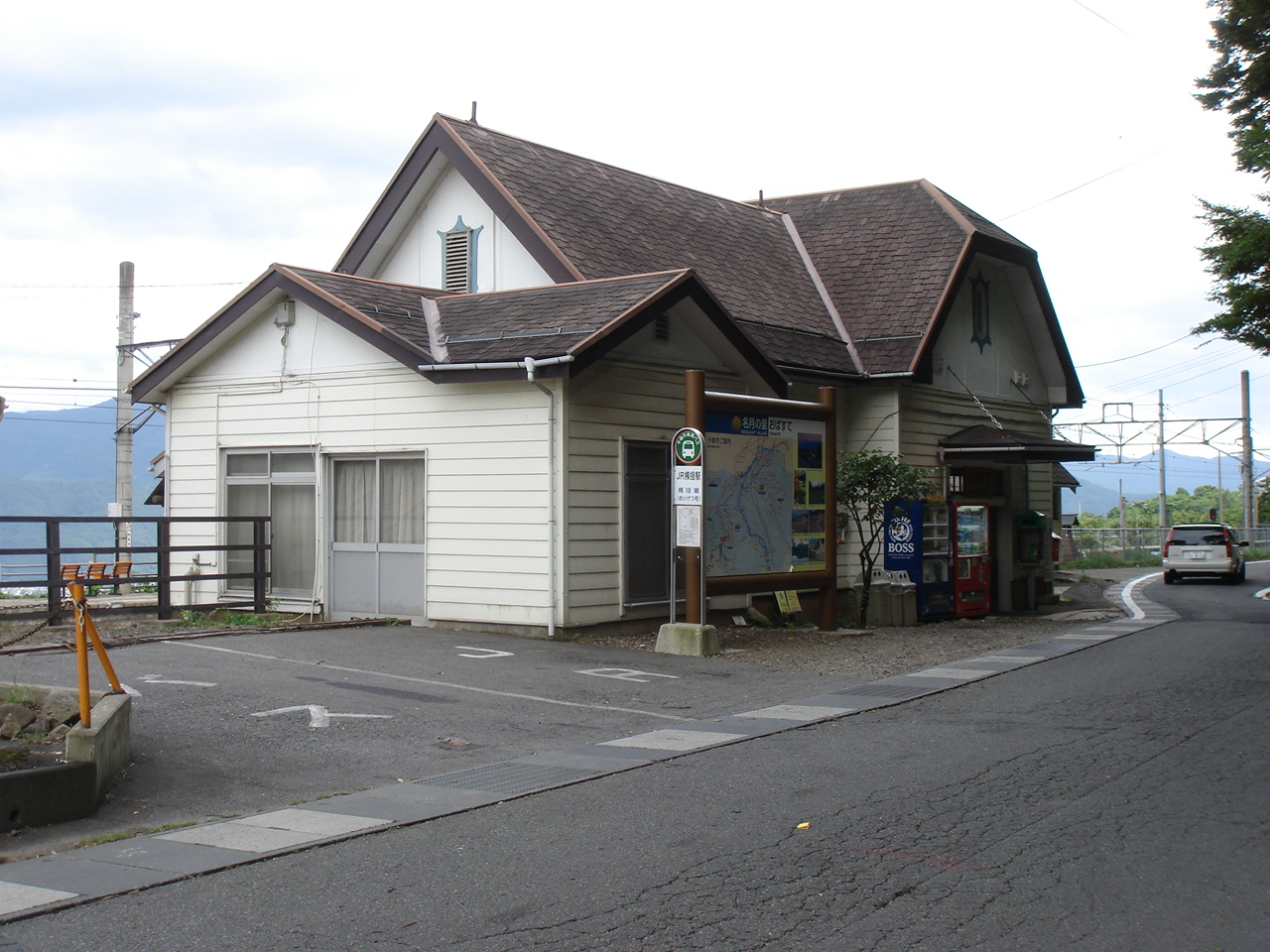
リニューアル前の駅舎（2006年9月）

## 駅構造

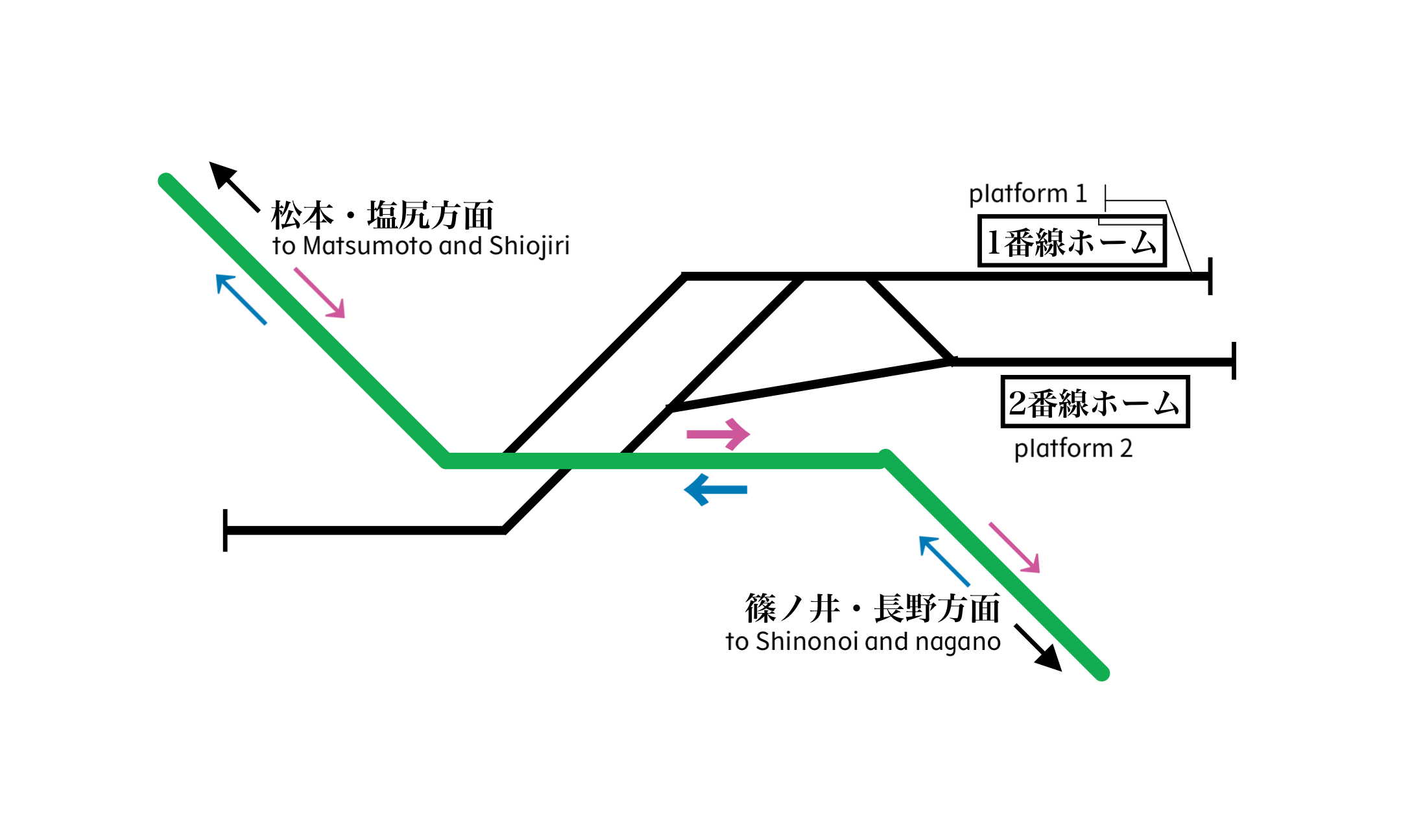
当駅の配線。緑色の線が本線である。

相対式ホーム2面2線を有するスイッチバック方式の地上駅である。駅付近の本線は、稲荷山付近から冠着トンネルまで最大25 ‰の上り勾配である。また、スイッチバックの引き上げ線内も奥へ向かって25 ‰の上り勾配になっていて、水平になっているのは駅の着発線付近のみである。かつては駅の着発線のさらに奥に66.7 ‰の急勾配が設置されており、ブレーキが効かずにオーバーランした車両を受け止める避難線となっていた。この線路の跡地は、姨捨変電所と駅利用者のための駐車場になっている。
本線上にホームは設置されておらず、通過列車は当駅のホームには入線しない。当駅に停車する場合、上り列車は急な上り勾配が続く本線から左側に分岐して水平に行き止まりの引き上げ線に入り、そこで進行方向を後ろ向きに変え本線を横切ってホームに入線する。発車時は再び進行方向を前向きに変え、本線へ進む。下り列車は逆に本線から左側に分岐して水平のホームに入線し、発車時は後進し本線を横切って引き上げ線に入った後に改めて前進する。運転士は後進の際、運転台を移動せずそのまま操作を行う（列車によって異なる場合あり）。
駅舎は大正デモクラシーの時代の設計であり、1934年（昭和9年）に完成したものである。木造で約100平方メートルある。古くは貨物や小荷物も取り扱っていたが、1972年（昭和47年）3月に国鉄の駅としては無人駅となった。無人駅化後も、平成初めごろまでは構内にキヨスクがあり、簡易委託駅として硬券の乗車券が販売されていた。しかし、店主の引退に伴い売店が閉店となり、完全に無人駅となった。駅の管理は長野駅によって行われている。簡易Suica改札機と乗車駅証明書発行機が設置されている。
なお、スイッチバック方式の駅として設置された目的に「蒸気機関車への給水」があったが、1970年（昭和45年）2月に蒸気機関車の運行が行われなくなったため、現在では給水設備は撤去されている。この区間の電化は1973年（昭和48年）3月28日であり、蒸気機関車廃止から電化までの間は気動車（ディーゼル車）による運行がされた。
2010年（平成20年）に駅舎のリニューアル工事が行われ、同年7月24日に記念式典が行われた。このリニューアルでは、1934年（昭和9年）当時の様子の復元が行われ、手小荷物扱い窓口が再現され、内壁や天井、建具などの修繕が行われた。さらに9月7日には2番線ホームに半径2.5メートルの展望台が設置された。その後、2011年（平成23年）7月24日に駅舎の外装や跨線橋がリニューアルされ、記念式典が行われた。また、4月ごろ - 11月ごろまでの土休日は地元有志により「くつろぎの駅」として、駅事務室の開放に加えお茶などのおもてなしなどが行われる。「くつろぎの駅」開設期間を通して、2018年（平成30年）までは硬券の記念入場券を買うことができたが、2019年（令和元年）からはこれに代わって「来駅記念券」が販売されている。なお、出札業務は行われていない。
さらに、2017年（平成29年）5月から運行が開始されているクルーズトレイン「TRAIN SUITE 四季島」の停車駅となるのに合わせ、ホーム上に新たに展望ラウンジとバーを兼ねた「更級の月」が設営された。

### のりば
| ホーム | 路線     | 方向 | 行先     |
| ------ | -------- | ---- | -------- |
| 駅舎側 | 篠ノ井線 | 下り | 長野方面 |
| 反対側 | 篠ノ井線 | 上り | 松本方面 |

※案内上ののりば番号は設定されていない。
付記事項
- 一駅一名物：松尾芭蕉句碑 - 長楽寺にあやかってのものだが、松尾芭蕉が『更科紀行』で詠んだ「おもかげや姨ひとりなく月の友」の句碑がホームにある。
- ホーム上に俳句投函箱が設置されている[13][14]。

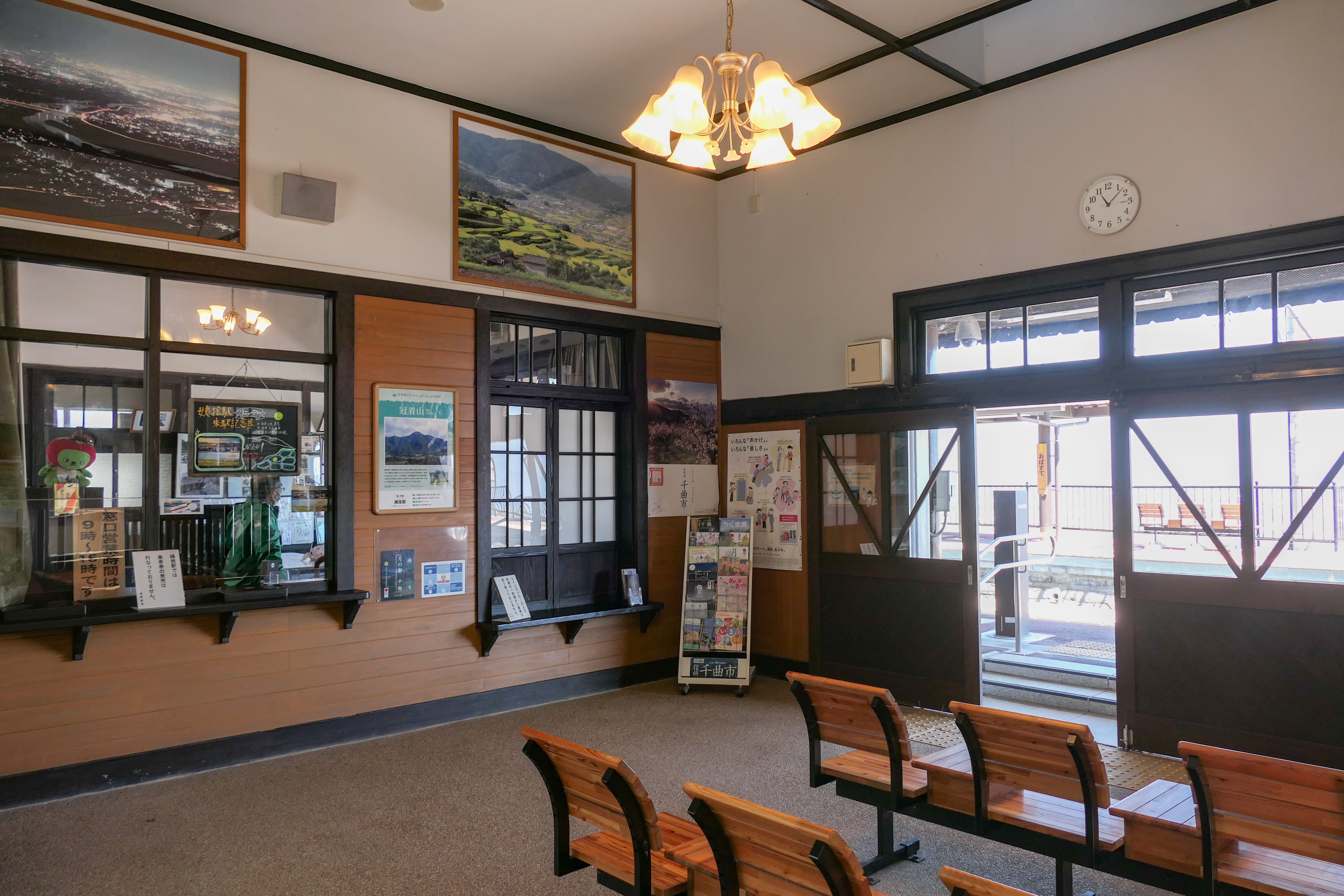
駅舎内（2022年4月）
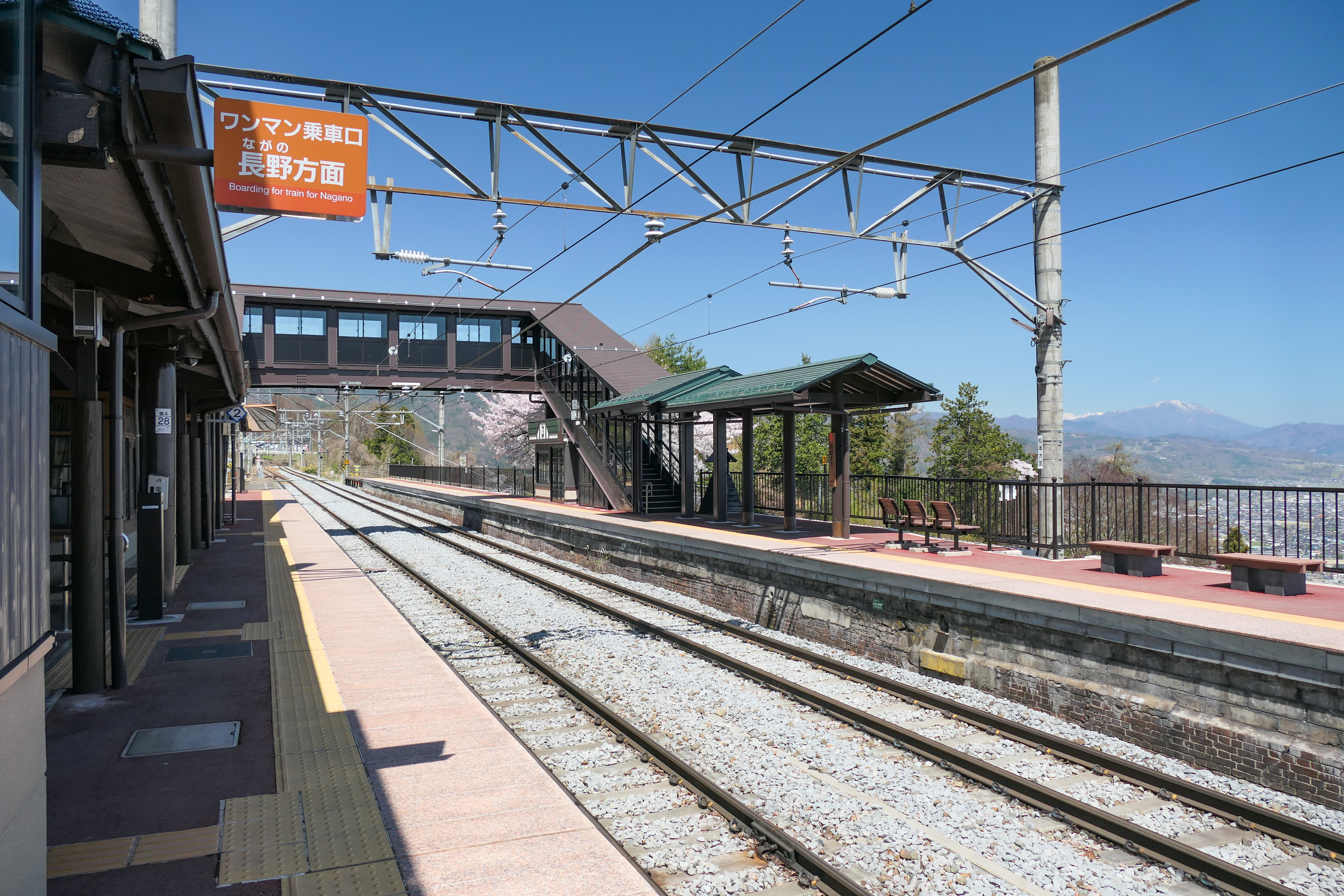
ホーム（2022年4月）
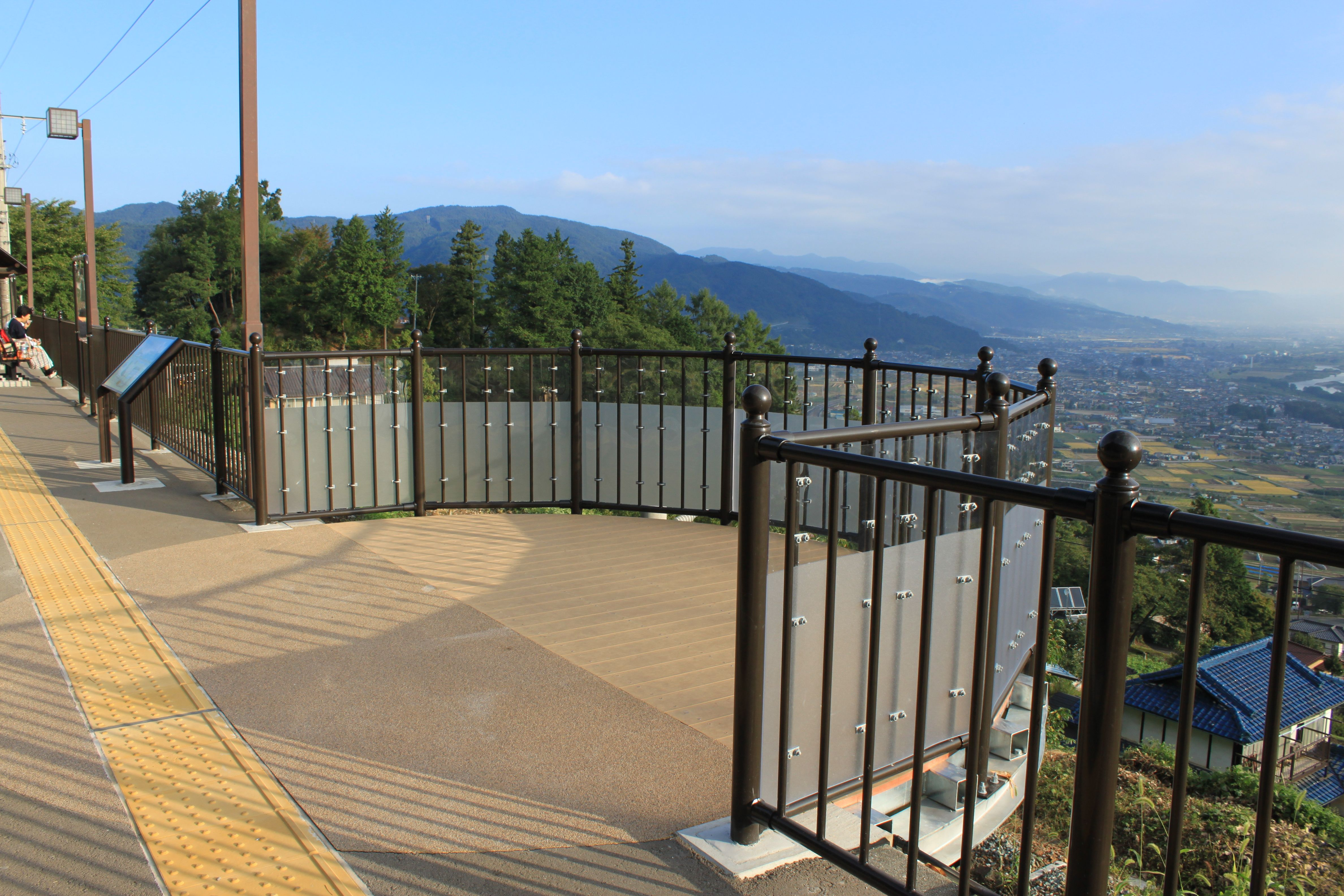
展望デッキ（2010年10月）
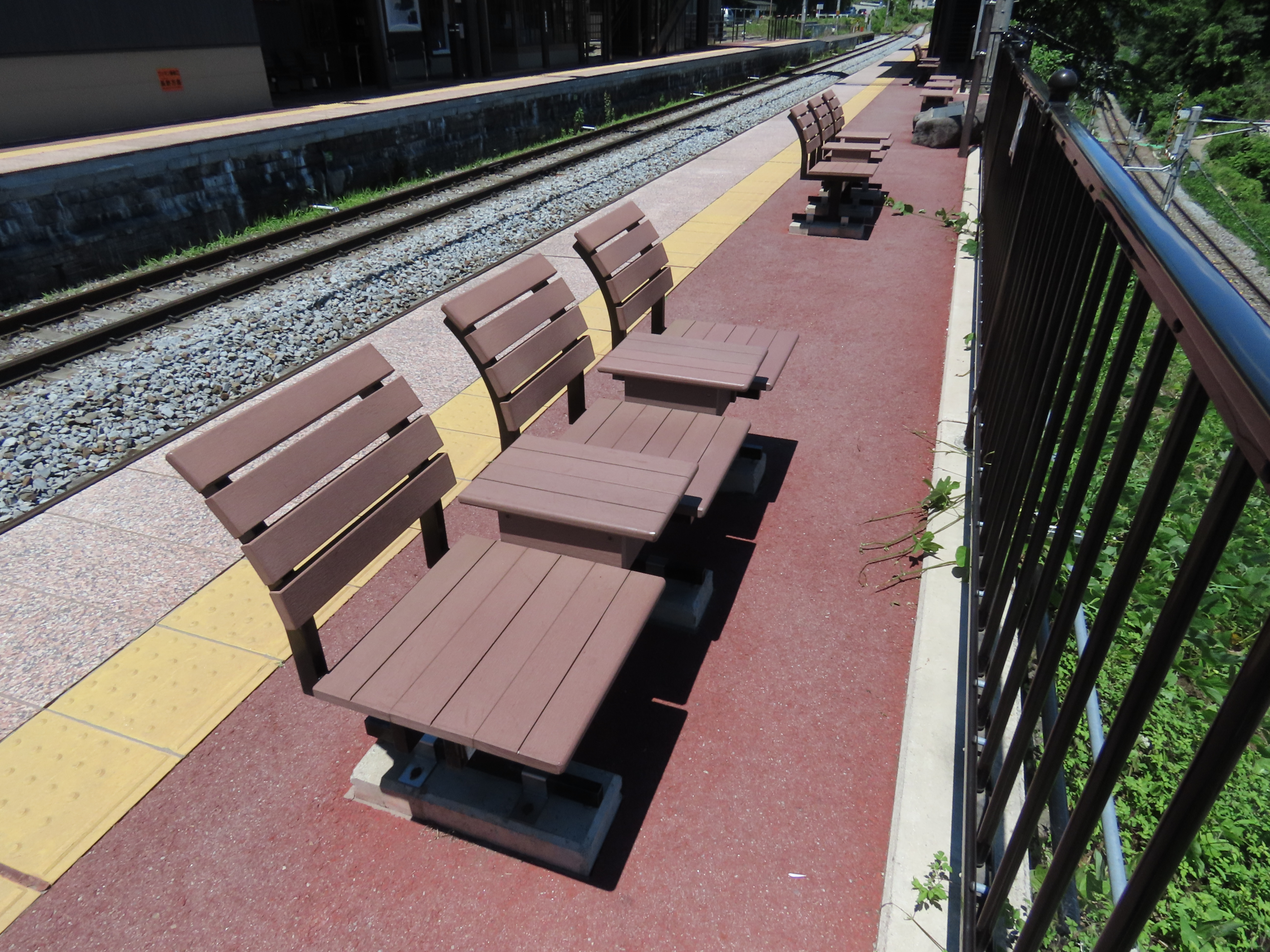
善光寺平に向かって設置されているベンチ（2024年6月）
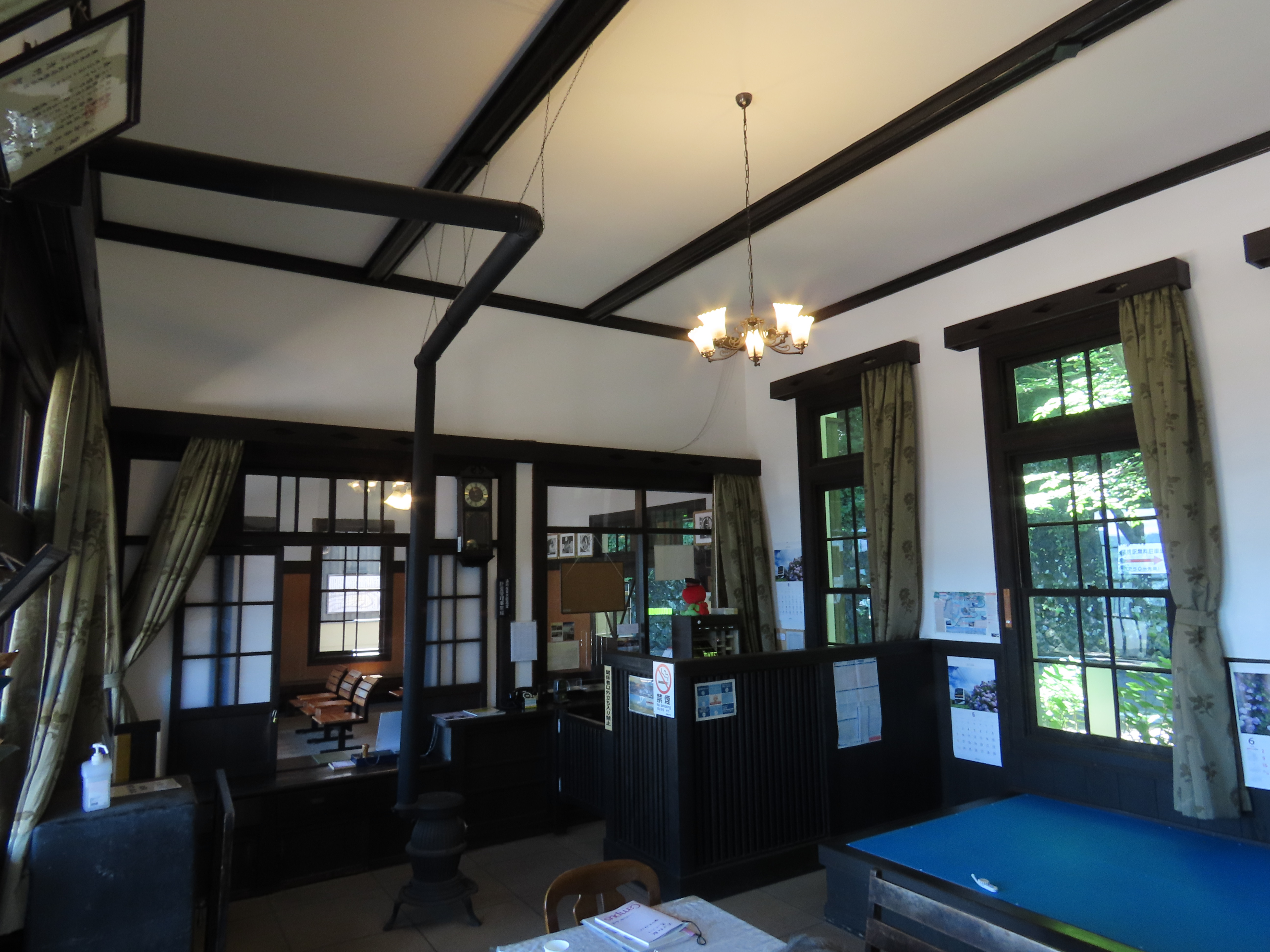
「くつろぎの駅」屋内（2024年6月）
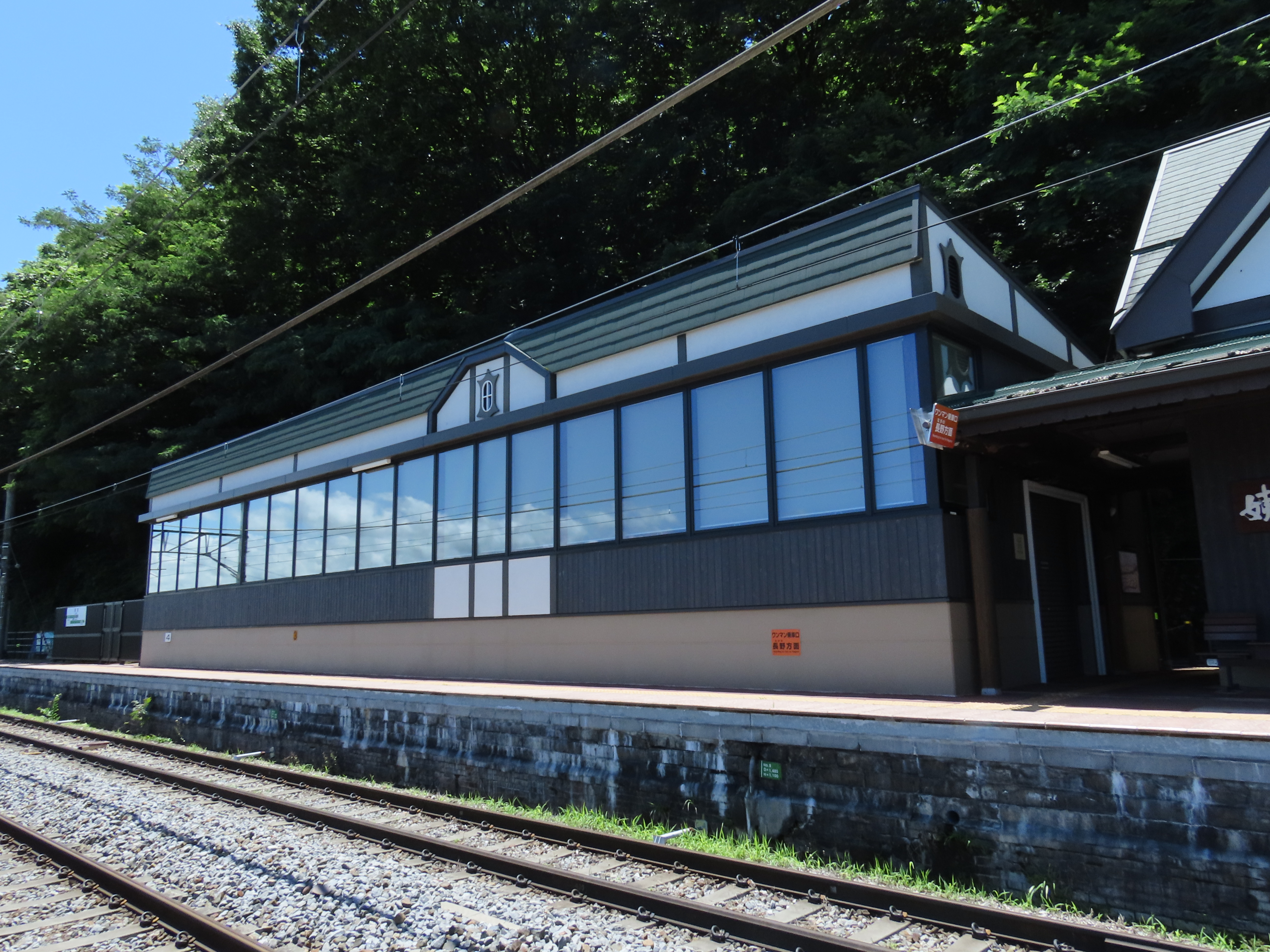
ラウンジ「更級の月」（2024年6月）
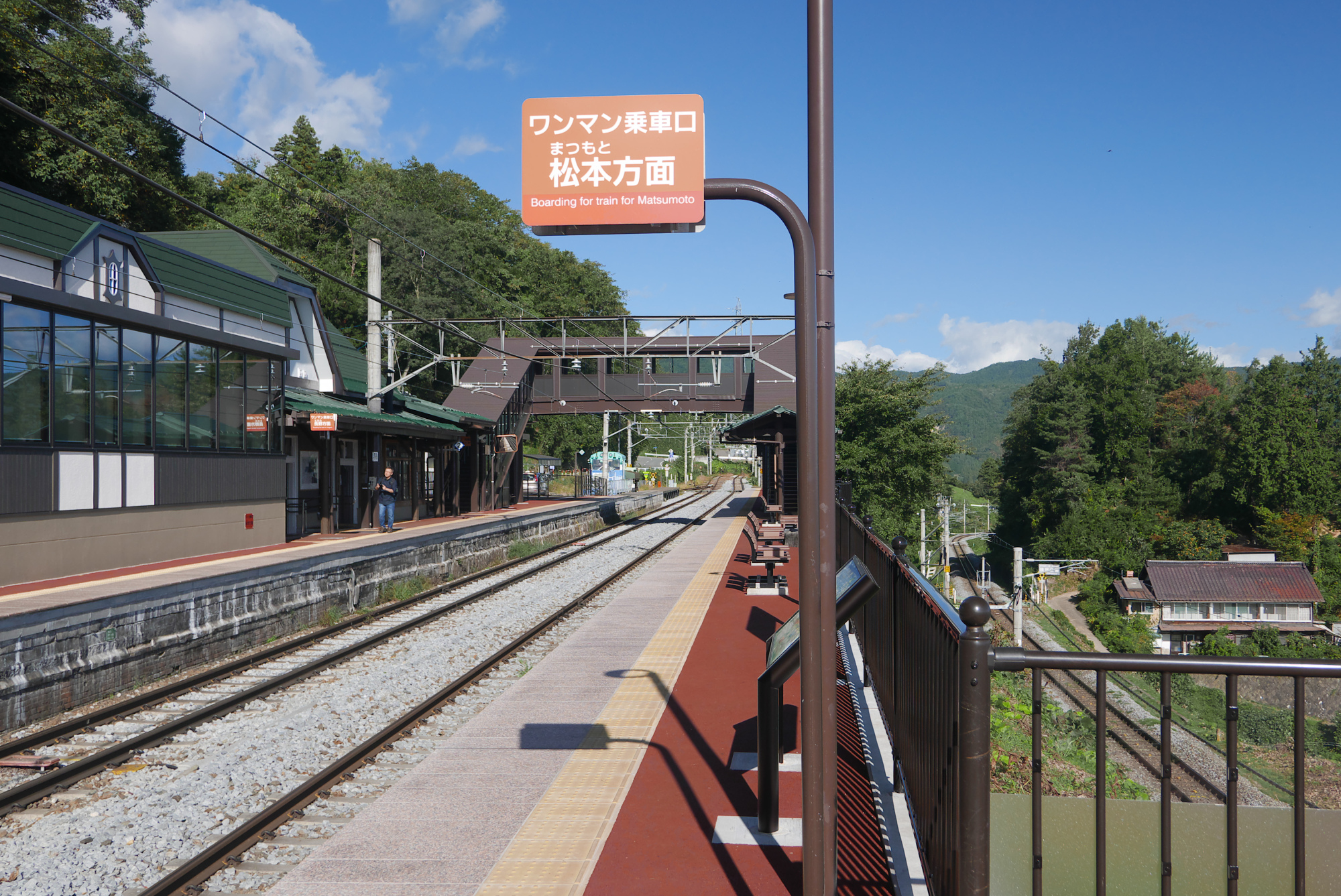
ホーム（左）と本線（右）（2023年3月）
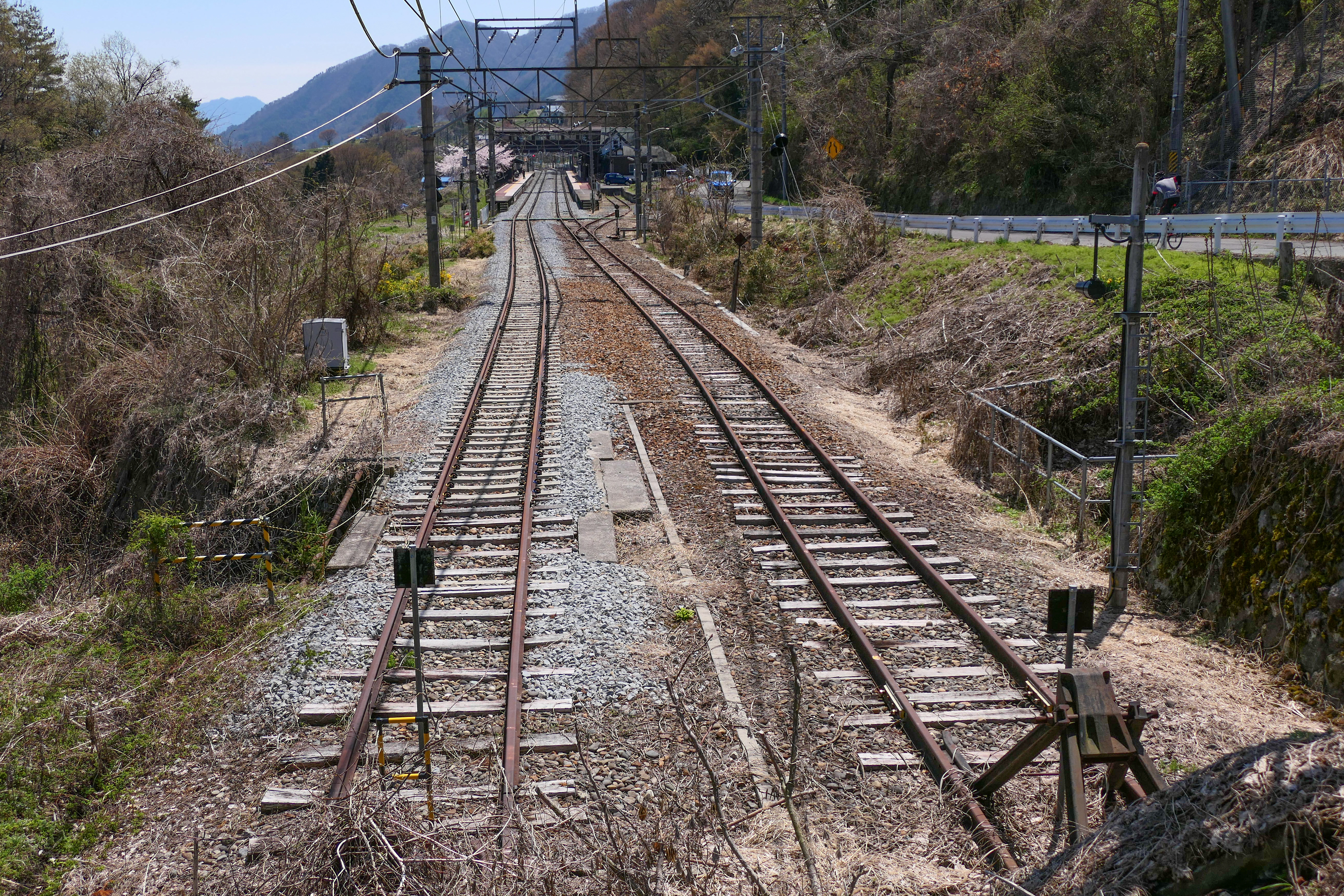
車止め（2022年4月）
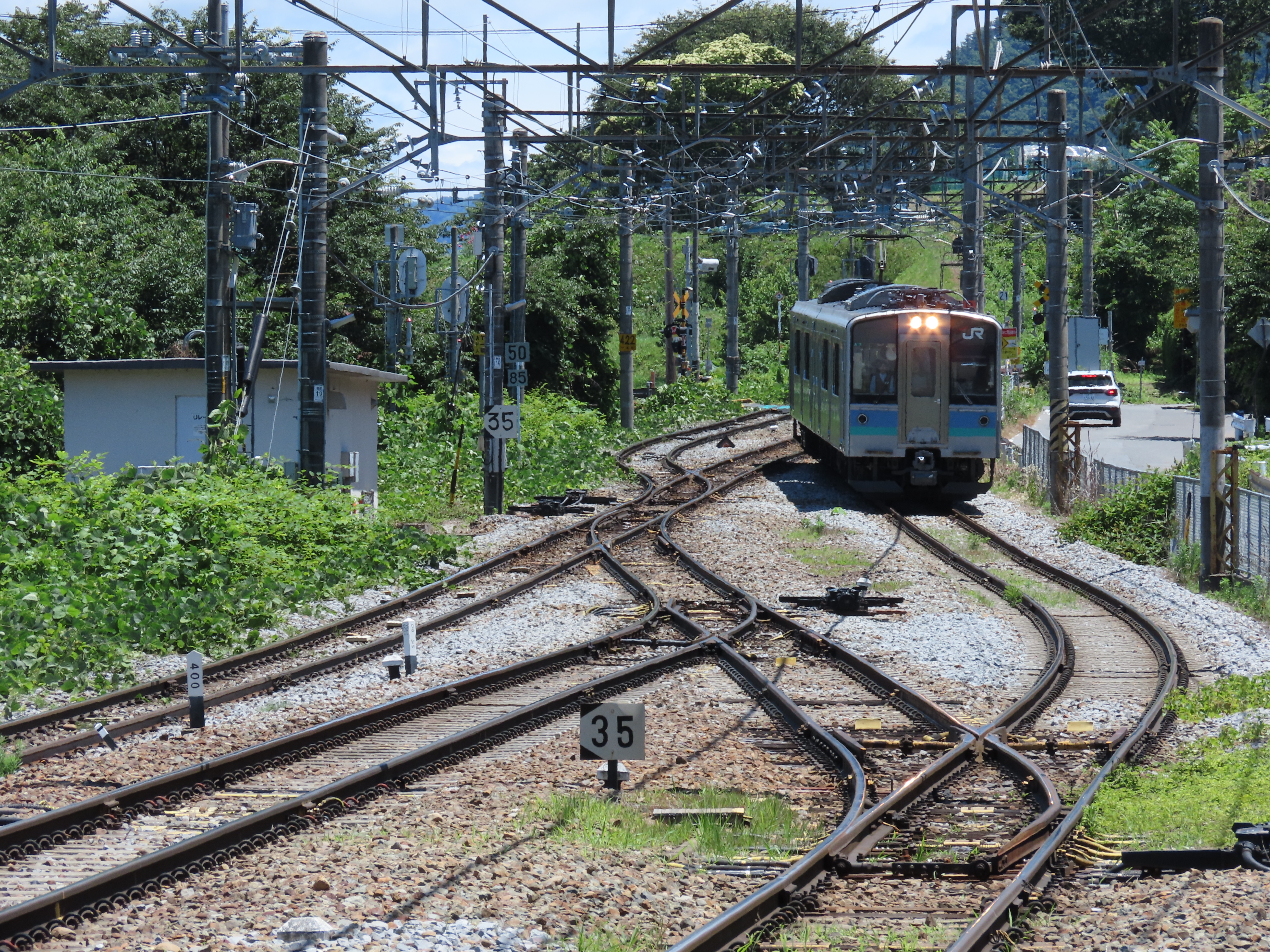
右手前の線路に長野方面へ向かう列車が、左手前の線路に松本方面へ向かう列車が進入する。通過列車はスイッチバックを行わずに、一番左側の本線を通過する。
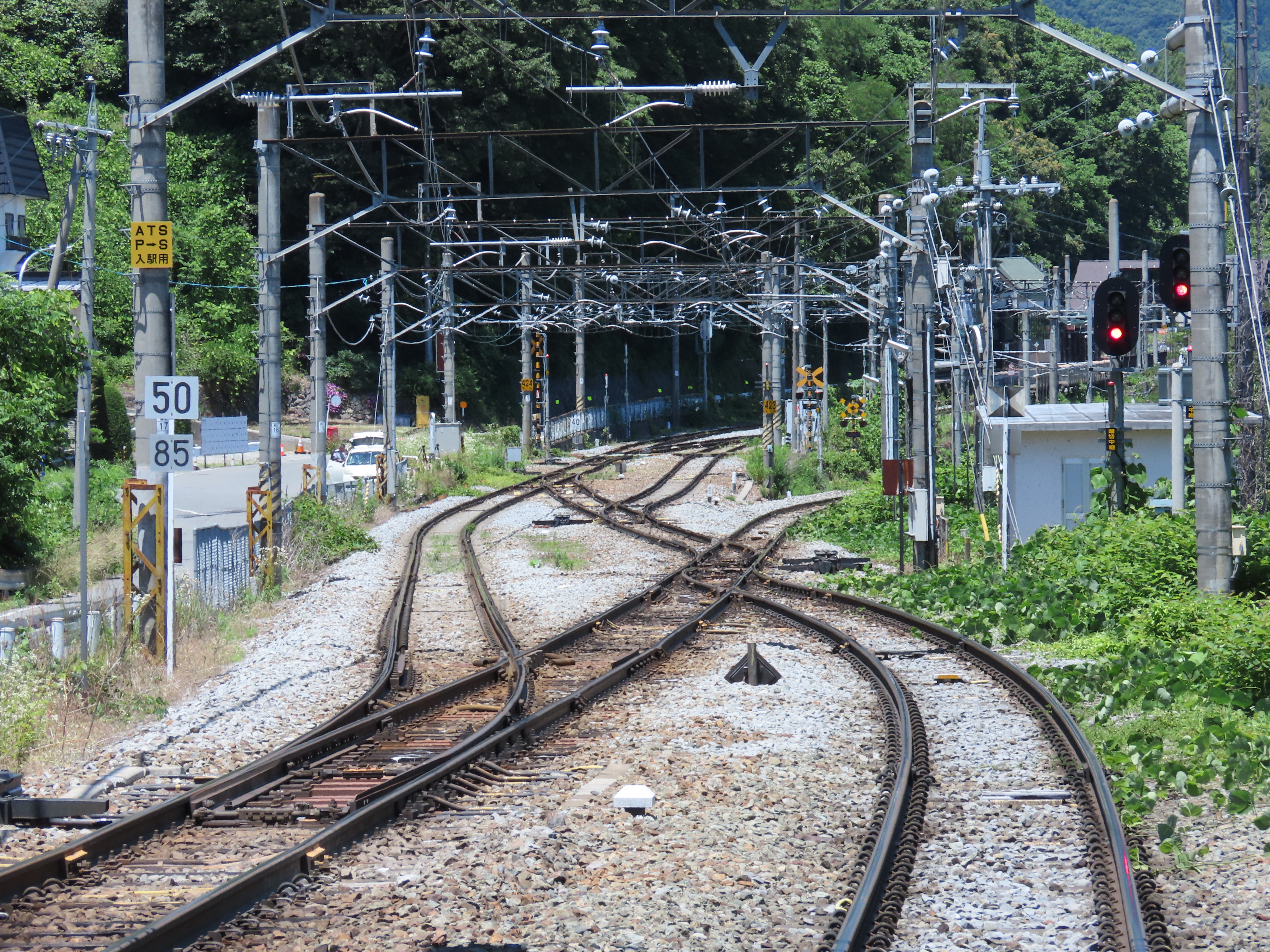
松本方面へ向かう列車は右手前の待避線に入り、バックで駅構内へ進入し、発車後はそのまま松本方面へ向かう。長野方面へ向かう列車は左側の線路を走行し駅構内へ進入した後、バックで右手前の待避線に入り、折り返して長野方面へ向かう。

## 利用状況
JR東日本によると、2014年度（平成26年度）- 2020年度（令和2年度）の1日平均乗車人員の推移は以下のとおりであった。無人駅ではあるものの、不定期で窓口営業が行われていたため、集計対象となっていた。
| 1日平均乗車人員推移 | 1日平均乗車人員推移 | 1日平均乗車人員推移 | 1日平均乗車人員推移 | 1日平均乗車人員推移 |
| 年度                | 定期外              | 定期                | 合計                | 出典                |
| ------------------- | ------------------- | ------------------- | ------------------- | ------------------- |
| 2014年（平成26年）  | 17                  | 42                  | 60                  | [ 利用客数 1 ]      |
| 2015年（平成27年）  | 19                  | 41                  | 61                  | [ 利用客数 2 ]      |
| 2016年（平成28年）  | 16                  | 39                  | 56                  | [ 利用客数 3 ]      |
| 2017年（平成29年）  | 15                  | 40                  | 56                  | [ 利用客数 4 ]      |
| 2018年（平成30年）  | 18                  | 46                  | 64                  | [ 利用客数 5 ]      |
| 2019年（令和元年）  | 12                  | 41                  | 53                  | [ 利用客数 6 ]      |
| 2020年（令和02年）  | 5                   | 37                  | 43                  | [ 利用客数 7 ]      |

## 駅周辺
夜景100選に選ばれている長野自動車道の姨捨サービスエリアまでは当駅から直線距離約200メートルで、ほぼ同じ眺望を共有する。
棚田の周辺には、小規模ながら古墳が散在する。駅南側の踏切を渡って左側に入った小古墳上からの景観は穴場と言える。眺望ポイントは駅からのほか、下記の地点が標高差や方位、時代背景、環境変化と共に推奨されてきた。
- 冠着山（姨捨山） - 当駅名の由来となった山
- 姨捨棚田（田毎の月）[1]
- 長野自動車道 姨捨サービスエリア[1]
- 姨捨山放光院長楽寺[1]
- 姨捨孝子観音
- 冠着神社里宮
- 姨捨公園
- 千曲川展望公園
- 桜清水天下一名水
- 縄文遺跡さらしなの里・歴史資料館も
- 千曲市循環バス「姨捨駅前」停留所

## その他
- 土休日に限らず駅周辺では写真を撮影する人が多い。列車や雪景色、桜、新緑、田植、稲刈、紅葉、夜景など四季の景観を合わせた題材が豊富に得られることで人気がある。また、元旦には初日の出を期待する人が20 - 30人を数えることもある。
- 近年は姨捨発着の臨時列車の設定が盛んで、2008年（平成20年）5月には豊田車両センターの201系四季彩号を使用した「姨捨フォトトレイン四季彩号」[報道 12]、2009年（平成21年）5月には高崎車両センターの旧形客車を使用した「快速ナイトビュー更科号」が（前年にも「更科ロマン号」として設定実績あり）設定されている。現在は「ナイトビュー姨捨」が土休日を中心に定期的に運行されている。また、しなの鉄道線からの直通運転で同社の観光列車「ろくもん」を「姨捨ナイトクルーズ」として軽井沢駅から同駅まで乗り入れ、長野駅へ向かうツアーを販売している。
- 松本 - 篠ノ井間で保安装置変更が行われ、従来のATS-SNからATS-P型に更新されたが、姨捨駅構内はATS-SN型のまま残置され、保安装置の「P」→「S」および「S」→「P」への切り替えを示す標識が駅手前の本線上や折り返し線に取り付けられている。

## 隣の駅
東日本旅客鉄道（JR東日本）
 篠ノ井線
- 臨時快速の停車駅については「リゾートビューふるさと」を参照。

□快速（一部の松本方面行きのみ停車）・■普通（「みすず」含む）
冠着駅 (SN 12) - 姨捨駅 (SN 13) -（桑ノ原信号場） - 稲荷山駅 (SN 14)
2009年（平成21年）までは、冠着駅 - 当駅間に羽尾信号場が存在した。

### 記事本文
1. 1 2 3 4 5 6 7 8 9 10 11 12  信濃毎日新聞社出版部『長野県鉄道全駅 増補改訂版』信濃毎日新聞社、2011年7月24日、88-89頁。ISBN 9784784071647。
2. 1 2 3 4 5  石野哲 編『停車場変遷大事典 国鉄・JR編 II』（初版）JTB、1998年10月1日、206-207頁。ISBN 978-4-533-02980-6。
3. ↑  卯月盛夫「日本三景『松島』（宮城県）の自然景観と地域の生活文化を生かした新たな国際観光の創世に関する研究」『研究助成実施報告書』（PDF）公益財団法人大林財団、2013年3月、15頁。オリジナルの2019年3月27日時点におけるアーカイブ。
4. ↑  日経おとなのOFF 編『日本人なら知っておきたい 「和」の基礎知識』日経BP、2008年12月18日。ISBN 9784822260095。
5. 1 2  “2012年度「日本夜景遺産」新規認定地発表！”.   日本夜景遺産 (2012年8月1日). 2012年8月14日時点のオリジナルよりアーカイブ。2016年5月26日閲覧。
6. ↑  “2015年度「日本夜景遺産」新規認定地発表!”.   日本夜景遺産 (2015年7月27日). 2015年9月7日時点のオリジナルよりアーカイブ。2016年5月26日閲覧。
7. ↑  「日本国有鉄道公示第691号」『官報』1972年3月31日。
8. ↑  「通報 ●篠ノ井線冠着駅ほか1駅の駅員無配置について（旅客局）」『鉄道公報』日本国有鉄道総裁室文書課、1972年3月31日、10頁。
9. ↑  「第2章 近代化／IV 旅客」『長鉄局三十年史』日本国有鉄道長野鉄道管理局、1980年10月14日、162頁。
10. ↑  小西純一「篠ノ井線の歴史と技術」『鉄道ピクトリアル』813号、電気車研究会、2009年1月、35 - 40頁。
11. ↑  信濃毎日新聞社出版部 編『長野県鉄道全駅』（増補改訂版）信濃毎日新聞社、2011年7月。
12. 1 2  “JR東日本：駅構内図・バリアフリー情報（姨捨駅）”.   東日本旅客鉄道. 2025年5月12日閲覧。
13. ↑  “姨捨駅”.   千曲市観光協会. 2016年8月15日時点のオリジナルよりアーカイブ。2024年9月22日閲覧。
14. ↑  “姨捨駅”.   東日本旅客鉄道長野支社. 2018年11月22日時点のオリジナルよりアーカイブ。2016年5月26日閲覧。

#### 報道発表資料
1. ↑  「快速列車『ナイトビュー姨捨』が『日本夜景遺産』に」『乗りものニュース』メディア・ヴァーグ、2015年7月31日。オリジナルの2015年8月2日時点におけるアーカイブ。
2. ↑  『快速ナイトビュー姨捨が日本を代表する夜景として「日本夜景遺産」に認定されました』（PDF）（プレスリリース）東日本旅客鉄道長野支社、2015年7月30日。オリジナルの2015年8月6日時点におけるアーカイブ。2016年5月26日閲覧。
3. 1 2 3  『篠ノ井線 姨捨駅 駅舎リニューアル記念セレモニー開催!』（PDF）（プレスリリース）東日本旅客鉄道長野支社、2010年7月9日。オリジナルの2020年5月18日時点におけるアーカイブ。2020年5月18日閲覧。
4. 1 2  『篠ノ井線 姨捨駅 駅舎リニューアル記念セレモニーを開催します!』（PDF）（プレスリリース）東日本旅客鉄道長野支社、2011年7月12日。オリジナルの2020年5月18日時点におけるアーカイブ。2020年5月18日閲覧。
5. ↑  『快速「ナイトビュー姨捨」を運転します！』（PDF）（プレスリリース）東日本旅客鉄道、2012年2月24日。オリジナルの2012年4月20日時点におけるアーカイブ。2016年5月26日閲覧。
6. 1 2  『「TRAIN SUITE 四季島」の運行開始に合わせて、姨捨駅に夜景・眺望を楽しむための施設を整備します。』（PDF）（プレスリリース）東日本旅客鉄道長野支社、2016年5月10日。オリジナルの2020年5月18日時点におけるアーカイブ。2016年5月12日閲覧。
7. ↑  『JR東日本長野支社管内へ「駅ナンバリング」を拡大します』（PDF）（プレスリリース）東日本旅客鉄道長野支社、2024年12月13日。オリジナルの2024年12月13日時点におけるアーカイブ。2024年12月16日閲覧。
8. 1 2  『2025年3月15日（土）長野県のSuica利用がますます便利になります』（PDF）（プレスリリース）東日本旅客鉄道長野支社、2024年12月13日。オリジナルの2024年12月13日時点におけるアーカイブ。2024年12月16日閲覧。
9. ↑  『長野県におけるSuicaご利用駅の拡大について』（PDF）（プレスリリース）東日本旅客鉄道長野支社、2023年6月20日。オリジナルの2023年6月20日時点におけるアーカイブ。2023年6月20日閲覧。
10. ↑  「棚田眺める展望台も整備 姨捨駅で姨捨駅で改装工事」『信州Liveon』信濃毎日新聞社、2010年6月17日。
11. 1 2  『2013年「姨捨駅」営業日のお知らせ』（PDF）（プレスリリース）東日本旅客鉄道長野支社、2013年3月25日。オリジナルの2013年6月26日時点におけるアーカイブ。2013年8月30日閲覧。
12. ↑  『姨捨フォトトレイン四季彩号運転』（PDF）（プレスリリース）東日本旅客鉄道長野支社、2008年5月19日。オリジナルの2020年12月12日時点におけるアーカイブ。2020年12月13日閲覧。

#### 新聞記事
1. ↑  「四季島 沿線ホクホク／運行1年／山形 カーペット人気■無人駅 知名度アップ」『読売新聞』読売新聞東京本社、2018年4月28日、東京夕刊、社会面。
2. ↑  「姨捨の地すべり激化」『読売新聞』読売新聞社、1951年2月3日、朝刊／長野版、2面。
3. ↑  「姨捨駅復旧完成」『交通新聞』交通新聞社、1951年4月4日、2面。
4. ↑  「千曲の姨捨駅舎、改装終える 明治の開業当時の姿イメージ 休日開放へ」『信濃毎日新聞』信濃毎日新聞社、2010年7月25日、朝刊、34面。
5. ↑  「千曲のJR姨捨駅に展望台新設」『信濃毎日新聞』信濃毎日新聞社、2010年9月8日、朝刊、27面。
6. ↑  『交通新聞』交通新聞社、2010年7月27日。
7. ↑  「JR姨捨駅に展望台新設 日本三大車窓の一つ」『信越観光ナビ』信濃毎日新聞、2010年9月8日。オリジナルの2010年9月12日時点におけるアーカイブ。
8. ↑  「長野）姨捨駅で記念入場券に代わる来駅記念券 千曲市」『朝日新聞デジタル』朝日新聞社、2019年5月11日。オリジナルの2021年6月27日時点におけるアーカイブ。

### 利用状況
1. ↑  “各駅の乗車人員（2014年度）”.   東日本旅客鉄道. 2019年3月26日閲覧。
2. ↑  “各駅の乗車人員（2015年度）”.   東日本旅客鉄道. 2019年3月26日閲覧。
3. ↑  “各駅の乗車人員（2016年度）”.   東日本旅客鉄道. 2019年3月26日閲覧。
4. ↑  “各駅の乗車人員（2017年度）”.   東日本旅客鉄道. 2019年3月26日閲覧。
5. ↑  “各駅の乗車人員（2018年度）”.   東日本旅客鉄道. 2019年7月11日閲覧。
6. ↑  “各駅の乗車人員（2019年度）”.   東日本旅客鉄道. 2020年7月13日閲覧。
7. ↑  “各駅の乗車人員（2020年度）”.   東日本旅客鉄道. 2021年7月11日閲覧。